# Rue Beautreillis
Rue Beautreillis je ulice v Paříži v historické čtvrti Marais. Nachází se ve 4. obvodu.

## Poloha
Ulice vede od křižovatky s Rue des Lions-Saint-Paul a končí na křižovatce s Rue Saint-Antoine.

## Historie
Název ulice je poprvé zmiňován v roce 1555. Je pojmenována podle paláce Beautreillis, který vznikl na místě královského paláce Saint-Pol. Název samotného paláce Beautreillis vzniklo ze slov beau treillis od vinice, která se nacházela v zahradě paláce jako treillage. Na základě ministerské vyhlášky ze dne 6. září 1836 byla délka ulice zvýšena z 188 m na 231 m připojením Rue Gérard-Beauquet (původně Rue du Pistolet).

## Zajímavé objekty
- dům č. 6: pozůstatky paláce Raoul.
- dům č. 7: terasa z tepaného železa je chráněna jako historická památka. V domě se narodil literát Eugène Grangé (1810–1887) a dramatik Victorien Sardou.
- dům č. 17/19: v roce 1971 zde zemřel Jim Morrison.